# Municipi de Līvāni
El municipi de Līvāni (en letó: Līvānu novads) és un dels 110 municipis de Letònia, que es troba localitzat al sud-est del país bàltic, i que té com a capital la localitat de Līvāni. El municipi va ser creat l'any 1999 després d'una reorganització territorial.

## Ciutats i zones rurals
- Līvāni (ciutat)
- Jersikas pagasts (zona rural)
- Līvānu pagasts (zona rural)
- Rožupes pagasts (zona rural)
- Rudzātu pagasts (zona rural)
- Sutru pagasts (zona rural)
- Turku pagasts (zona rural)

## Població i territori
La seva població està composta per un total de 14.292 persones (2009). La superfície del municipi té uns 624,6 kilòmetres quadrats, i la densitat poblacional és de 22,88 habitants per kilòmetre quadrat.